# Matriz de risco
Uma matriz de risco é um tipo de arranjo utilizado durante uma avaliação de riscos, considerando a chance (muitas vezes confundida com uma de suas possíveis métricas quantitativas, ou seja, a probabilidade) em relação ao nível de gravidade de uma consequência. Este é um mecanismo simples para aumentar a compreensão dos riscos envolvidos em determinado projeto e auxiliar na tomada de decisões de gestão.

## Definições
Risco é a incerteza sobre o resultado de uma escolha específica. Estatisticamente, um nível negativo de risco pode ser calculado como o produto da probabilidade de ocorrência de danos (por exemplo, de ocorrência de um acidente) multiplicado pela gravidade desse dano (ou seja, a quantidade média de danos; ou, de forma mais conservadora, a quantidade máxima de danos). Na prática, quando a probabilidade ou a gravidade do dano não podem ser estimadas com exatidão e precisão, uma matriz de risco é uma abordagem útil. Embora existam matrizes de risco padrão em certos contextos, projetos e organizações individuais podem necessitar da criação de sua própria ou adaptar uma matriz de risco existente. Nisto, a gravidade do dano pode ser categorizada como:
- Catastrófico: morte ou invalidez total permanente, impacto ambiental irreversível significativo, perda total de equipamento;
- Crítico: lesão em nível de acidente resultando em hospitalização, incapacidade parcial permanente, impacto ambiental reversível significativo, danos ao equipamento;
- Marginal: lesão que causa dias de trabalho perdidos, impacto ambiental moderado reversível, nível de dano por acidente leve;
- Leve: lesão que não causa perda de dias de trabalho, impacto ambiental mínimo, dano inferior ao nível de acidente leve;

As categorizações da probabilidade de ocorrência de danos podem ser: “certa”, “provável”, “possível”, “improvável” e “rara”. No entanto, é necessário considerar que uma probabilidade muito baixa pode não ser muito confiável. A partir disso, uma empresa ou organização calcularia quais níveis de risco se pode assumir em diferentes eventos. Isto pode ser feito ponderando o risco de ocorrência de um evento em relação ao custo de implementação da segurança e aos benefícios obtidos com ela.
A matriz resultante fica:
| Probabilidade | Gravidade | Gravidade | Gravidade  | Gravidade    |
| Probabilidade | Leve      | Marginal  | Crítico    | Catastrófico |
| ------------- | --------- | --------- | ---------- | ------------ |
| Certo         | Alto      | Alto      | Muito alto | Muito alto   |
| Provável      | Médio     | Alto      | Alto       | Muito alto   |
| Possível      | Baixo     | Médio     | Alto       | Muito alto   |
| Improvável    | Baixo     | Médio     | Médio      | Alto         |
| Raro          | Baixo     | Baixo     | Médio      | Médio        |
| Eliminado     | Eliminado | Eliminado | Eliminado  | Eliminado    |

A empresa ou organização calcularia então os níveis de risco que pode assumir em diferentes eventos. Isso seria feito ponderando o risco de ocorrência de um evento em relação ao custo de implementação da segurança e ao benefício obtido com ela.
A seguir, um exemplo de matriz de possíveis lesões pessoais, com acidentes específicos alocados às células apropriadas dentro da matriz:
| Gravidade Probabilidade | Insignificante     | Marginal | Crítico                  | Catastrófico      |
| ----------------------- | ------------------ | -------- | ------------------------ | ----------------- |
| Certo                   | Bater o dedo do pé |          |                          |                   |
| Provável                |                    | Cair     |                          |                   |
| Possível                |                    |          | Grande acidente de carro |                   |
| Improvável              |                    |          |                          | Acidente de avião |
| Raro                    |                    |          |                          | Grande tsunami    |